# Tata Estate
La Tata Estate est un modèle d'automobile break/familiale produite par le constructeur automobile indien Tata Motors entre 1992 et 2000.

## Histoire

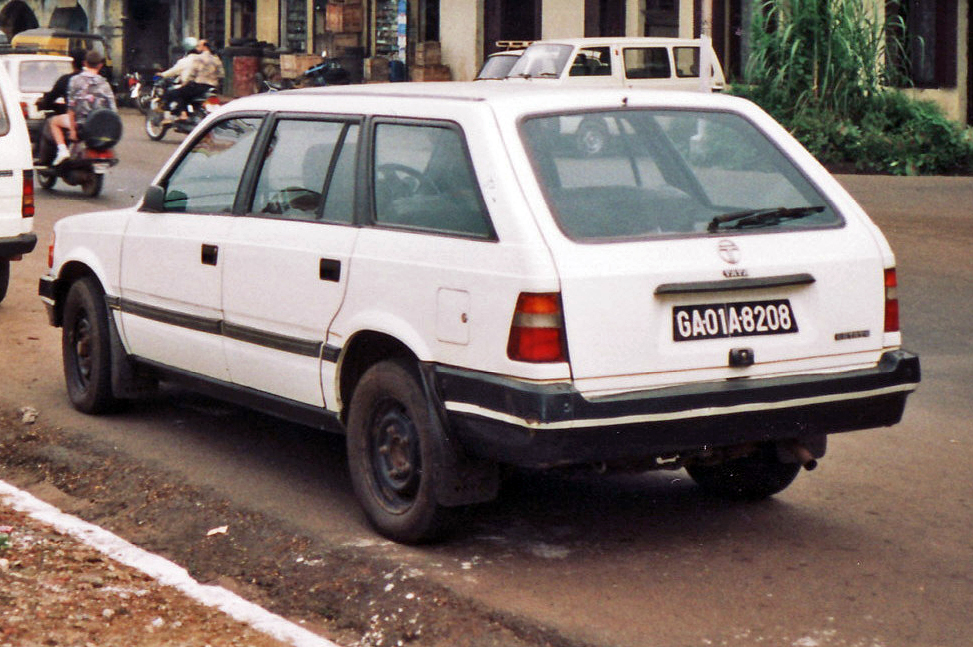
Tata Estate vue arrière

La Tata Estate a été introduite en 1992 et la production fut arrêtée vers l'année 2000, en raison de la faible demande car les acheteurs préféraient les berlines et les SUV, son extérieur est basé sur les breaks Mercedes-Benz, en particulier de la série T.
L'Estate est propulsée par un moteur diesel de 1,9 litre d'origine Peugeot de 67/68 cv et un couple de 118 à 2500 tr/min, couplé à une transmission manuelle à 5 vitesses,.